# مارجوت فونتين
دام مارجوت فونتين دو أرياس (بالإنجليزية: Margot Fonteyn) DBE (مايو 18 1919 – 21 فبراير 1991)، كانت راقصة باليه إنجليزية في القرن العشرين. وكانت مشهورة بشكل كبير بأنها واحدة من أعظم راقصات الباليه الكلاسيكي على الإطلاق. وقضت حياتها المهنية بالكامل كراقصة مع فرقة الباليه الملكي، وبالتدريج عُينت كراقصة الباليه الأساسية في ضيافة جلالة الملكة إليزابيث الثانية.

## فترة الطفولة
وُلدت فوتين مارجريت حوخام في 18 مايو 1919 في ريجات، سري من أب إنجلترا ومن أم نصف هولندية ونصف برازيلية؛ وكان جدها لأمها أنطونيو فونتس (Antonio Fontes) اختصاصي الصناعة في البرازيل. وفي وقت مبكر جدًا في حياتها المهنية، غيرت مارجريت الاسم فونتس إلى فونتين (كنية أخيها المُتبنى أيضًا) ومارجريت إلى مارجوت: والذي أصبح اسمها على المسرح. ومن ضمن عائلة والدها كان هناك من يعملون في مجالي الأدب والموسيقى، لكن والدها كان مهندسًا.
فعندما كان عمرها أربع سنوات سجلتها والدتها في صفوف الباليه مع أخيها الأكبر. وفي سن الثامنة، قامت مارجوت برحلة طويلة إلى الصين مع أبويها، حيث كان لديهما عمل مع شركة تبغ هناك؛ وظل أخوها فيليكس في مدرسته. ولمدة ست سنوات عاشت مارجوت في تيانجين ثم في شانغهاى، حيث درست الباليه مع المُعلم الروس المهاجر جورج جونكاروف. ثم أرجعتها والدتها إلى لندن عندما بلغت 14 عامًا من أجل السعي وراء حياة الباليه. واستمرارًا للعمل في شانغهاي، تم اعتقال والدها خلال الحرب العالمية الثانية بسبب الغزو الياباني.
في عام 1933، التحقت بمدرسة فيك ويلز للباليه، وهي السابقة لمدرسة الباليه الملكي الموجودة حاليًا. وتدربت تحت توجيه ناينت دو فاليوس ومعلمين متضمنين أوجلا بري أوبراجنسيكا وماثيلد كتشيسنسكا. بعد البدء مع مدرسة فيك ويلز للباليه، تقدمت سريعًا خلال الرتب في الشركة. وبحلول عام 1939، قامت فونتين بأدوار أساسية في جيزيل (Giselle) وبحيرة البجع (Swan Lake) والجمال النائم (The Sleeping Beauty) وعُينت كراقصة باليه أولى.
عُرفت فونتين كثيرًا في عروض الباليه في فريدريك أشتون، متضمنة أوندين ودافنيس وتشليو وسيلفيا. وكانت مارجوت مشهورة بصورة الفجر في رائعة Tchaikovsky The Sleeping Beauty. (النسخ التليفزيونية من الجمال النائم ونسخة أشتون من سندريلا متاحة على أقراص دي في دي.) عملت أيضًا فونتين مع مدير الرقص رونالد بتيت وبعد ذلك مع ماراثا جراهام. في عام 1949، عندما طافت فرقة الباليه الملكي الولايات المتحدة، اشتهرت فونتين في الحال بسب أدائها الرائع في العروض.

## الرقص مع رودولف نورييف وآخرين
في الأربعينيات من القرن العشرين، كوّن روبرت هيلبمان شراكة رقص ناجحة جدًا معها وطافا البلاد سويًا لعدة سنوات. وفي الخمسينيات من نفس القرن، رقصت بشكل منتظم مع ميخائيل صامز (فقد رقصا رقصتهما الأولى في عام 1938، وعندما ابتكرا رائعة كونستانت لامبرت Horoscope). في عام 1955، رقصا سويًا في أول بث تليفزيوني ملون على الإطلاق في عرض باليه، الجمال النائممن إنتاج، NBC. وفي عام 1958، ظهرا معًا في النسخة التليفزيونية الأولى من عرض كسارة البندق (The Nutcracker).
ونجد أن فونتين بدأت أعظم شراكة فنية لها في الوقت الذي اعتقد فيه الكثيرون (منهم رئيسة فرقة الباليه الملكي، ناينيت دو فالويس) أنها توشك على التقاعد. أما في عام 1961، فقد عاد رودولف نورييف إلى الغرب، وفي 21 فبراير 1962، قام هو وفونتين برقصتهما الأولى في عرض جيزيل. وكانت فونتين تبلغ من العمر وقتها 42 أما رودولف كان يبلغ 24 عام. وكان أداؤهما في هذا العرض عبارة عن نجاح عظيم؛ حيث خلال إسدال الستار نزل نورييف على ركبتيه وقام بتقبيل يدا فورتين. ولقد كونا شراكة على المسرح وخارجه استمرت حتى تقاعدها في عام 1979، واستمرت صداقتهما طويلاً. واشتهر كل من فونتين ونورييف بإلهامها في انسدالات الستار الجنونية والمتكررة والقذف بالباقات.
وقد صمم أشتون لهما رقصة مارجريت وأرماند، والتي لم يقم أي زوج من الراقصين بأدائها حتى القرن الواحد والعشرين. ولقد ظهرا لأول مرة في رائعة كينيث ماك ميلان روميو وجولييت، على الرغم من تصوّر ماك ميلان العرض من أجل لين سيمور وكريستوفر جابل. وقد ظهر فونتين ونورييف معًا في النسخ المصوّرة من روائع ماك ميلان روميو وجولييت وبحيرة البجع وLes Sylphides، والقرصان باس دو دويو.
وعلى الرغم من الاختلاف في الخلفية والطباع والفجوة العمرية ذات 19 عامًا، إلا أن نورييف وفونتين قد أصبحا صديقين مقربين على مدى العمر وكانا مخلصين لبعضهما البعض بشكلٍ واضح. حيث لم توافق فونتين على الصورة غير المغرية لنورييف. وقد قال نورييف عنها:

«في نهاية عرض» بحيرة البجع«عندما غادرت المسرح وهي مرتدية تنورتها البيضاء الرائعة، حينها شعرت أنني سأتبعها إلى نهاية العالم».

وقد قام المُصوِّر المشهور مايكل بيتو بالتقاط صور عديدة لفونتين ونورييف، مساعدة منه في انتشار براعتهما الفنية على نطاقٍ واسع وأن تُصبح جزءًا من الثقافة الوطنية.
وإن المدى الذي وصلا إليه في علاقتهما الخاصة هو أمر غير واضح حيث صرّح بذلك نورييف ذات مرة ولكن فونتين أنكرت ذلك. وقد اتفقت كاتبة سيرتها الذاتية ميريديث دانمان مع قول نورييف.
وظلّا قريبين من بعضهما البعض حتى بعد انتقالها إلى مزرعة بنما مع زوجها. فقد كانت تتحدث مع نورييف هاتفيًا عدة مرات في الأسبوع، على الرغم من أن منزل المزرعة التي تعيش بها لم يكن يحتوي على هاتف. وعندما كانت تعالج من السرطان، قام نورييف بدفع العديد من فواتيرها الطبية وكان يزورها كثيرًا، على الرغم من جدول أعماله المزدحم كراقص ومصمم رقصات. وفي فيلم وثائقي حول فونتين، قال نورييف إنهما رقصا كـ «جسد واحد وروح واحدة» وأن مارجوت كانت «كل ما لديه، هي فقط.» وقد قال أحد المشاهدين «إذا كان معظم الأشخاص على المستوى ألف، فإنهم كانوا على المستوى ياء.» (وأن نورييف كان لديه مشكلاته الصحية بينما كان مصابًا بفيروس نقص المناعة البشرية. فقد توفي بسبب مرض الإيدز عام 1993).
وفي ظل العالم التنافسي بشكل كبير في فن الباليه، إلا أن فونتين كانت مشهورة باحترافيتها البالغة وإخلاصها لأصدقائها. وقد ظهر رقصها ليرمز إلى الحماسة والتسامح والعاطفة. وعلى الرغم من كون فونتين أكبر راقصة باليه في فرقة الباليه الملكي، إلا أن مشرفتها، السيدة ناينيت دو فالويس، قد هذّبت مواهب أخرى، لذلك فقد أبرزت أيضًا فرقة فونتيل الباليه الملكي اليوم راقصات مثل نادية نرينا وسفيتلانا بيرويسوفا ولين سيمور وأنطوانيت سيبلي.

## العلاقات
خلال أواخر الثلاثينيات وبداية الأربعينيات من القرن العشرين، كان لفونتين علاقة طويلة مع الملحن كونستانت لامبرت. وقد عبّر لامبرت عن بعض مظاهر هذه العلاقة في عرض الباليه Horoscope (1938).
وفي عام 1955، تزوجت فونتين من دكتور روبرتو أرياس وهو دبلوماسي من باناما في لندن. وكان زواجهما غير مستقر بالأساس بسبب خياناته الزوجية. وقد تم اعتقالها عند محاولتها الانقلاب ضد حكومة بنما. وفي عام 1964، أطلق سياسي منافس من بنما الرصاص على أرياس، تاركًا إياه مصابًا بالشلل الرباعي لبقية حياته. وفي تناقل للمعلومات في 28 مايو 2010 أشارت إلى تورط السيدة مارجوت في مرحلة ما في محاولة الانقلاب.
وبعد تقاعدها، عاشت بقية حياتها في بنما، وكانت قريبة من زوجها ومن أبنائها من زواج سابق. وقبل وفاة زوجها بقليل، في عام 1989، أُصيبت فونتين بالسرطان والذي ثبت أنه مميت. توفت فونتين في 21 فبراير في مستشفى في مدينة بنما، في بنما.[بحاجة لمصدر]

## التراث والتكريم
.
- حصلت فونتين على جائزة DBE (قدمت سيدة) في عام 1956 في عمر 37 عامًا.
- وهي كانت مستشارة جامعة دورهام من عام 1981 إلى 1990. وسُميت القاعة الرئيسية في بيت دونلم، مبنى اتحاد الطلاب، بقاعة فونتين للرقص تيمنًا بها. وأيضًا، سُمي بهو القاعة الكبرى في كلية جامعة دورهام في قلعة دورهام على اسم السيدة مارجوت فونتين. وقد سُميت أيضًا ساحة فونتين، وهي إحدى البنايات المجهزة في موقع بارسونز الميداني الخاص بجمعية القديس كوثبرت، تيمنًا بها.
- وقد كانت مارجوت فونتين واحدة من خمس «سيدات حققن إنجازات» أُختيرت لتوضع على الطوابع البريطانية الصادرة في أغسطس 1996.
- وفي بلدتها ريجات، لها تمثال واقف في إجلال .

## منوعات
كتبت فونتين مقدمة حول Wushu! والطريقة الصينية للصحة واللياقة العائلية. وقد تُرجم لكتاب من أجل السوق الغربي بواسطة تيموثي تانج عن سلسلة كتيبات رسمية نُشرت في الصين من قبل دار النشر الرياضية الشعبية، بكين.
وهناك مدرسة سُميت على اسم فوتين، وقد سمحت المدرسة الوحيدة التي شيدتها بعمل ذلك في بيكسكيل، نيويورك،

## أعمالها من الأفلام السينمائية والتليفزيون
وقد لمع كل من فونتين ورودولف نورييف معًا في الفيلم الملون بحيرة البجع في عام 1697. وفي ظل إرشادات المخرج الكبير باول كزينر، فقد صورا أيضًا نسختهما الشهيرة من عرض روميو وجولييت في 1966.
وقد ظهرت فونتين مع مايكل صامز في إنتاج تليفزيوني ملون أمريكي مباشر لرائعة تشايكوفسكي الجميلة النائمة (1955)، في سلسلة مختارات استعراض المنتجين، على NBC. وظل هذا الإنتاج محفوظًا بالأبيض والأسود في الشريط السينمائي وصدر على أقراص DVD. ولمعت فونتين مع صامز عام 1958 في إنتاج للتلفيزيون البريطاني كسارة البندق. (ولا يلتبس ذلك مع الإنتاج التليفزيوني الأمريكي المباشر من قبل قناة سي بي إس على برنامج Playhouse 90.
وقد قامت قناة BBC بعمل فيلم عن فونتين عام 2009، والذي قام على أساس السيرة الذاتية التي كتبتها دانمان والنجمة آن ماري دوف في دور راقصة الباليه. وأُذيع على الهواء في 30 نوفمبر 2009.
وقام طوني بالمر بعمل فيلم وثائقي حول فونتين بعنوان بسيط «مارجوت» وكان ذلك عام (2005). فهو يتضمن مقابلات مجراة مع نورييف وفريدريك أشتون ورونالد بيتيت وناينت دو فالويس وروبرت هيلبمان ولين سيمور ووالدة فونتين وأقرباء آخرين لها وعدد مختلف من عائلة أرياس.

## أدوراها الرئيسية
| - قاعة الرقص المسكونة (The Haunted Ballroom) - Cinderella - Les Sylphides - دون جوان (Don Juan) - بحيرة البجع - Sylvia - الأشباح (Apparitions) - طائر النار (The Firebird) - عايدة (Aida) - عرض عيد الميلاد - Ondine - ظل الليل (Night Shadow) - الطالع (Horoscope) - بومونا (Pomona) - بيليه وميلساند (Pelleas et Melisande) - محاكمة باريس (The Judgement of Paris) | - الجميلة والوحش (Beauty and the Beast) - The Sleeping Beauty - جايناش (Gayanch) - الكرنفال (Carnaval) - البجعة الميتة (The Dying Swan) - ليسيستراتا (Lysistrata) - Roméo et Juliette - جيزيل (Giselle) - حفلة الحديقة (Garden Party) - باقة الزفاف (Wedding Bouquet) - الاحتفال الليلي (In Nightly Revels) - الرحال (The Wanderer) - السعي (The Quest) - هاملت (Hamlet) - سيدات الليل (Les Demoiselles de la nuit) - ملكة الجن (The Fairy Queen) - كسّارة البندق (The Nutcracker) |

## اقتباسات
- «أهم شيء تعلمته بمرور السنين هو الفرق بين الجدية في العمل والجدية مع الذات. الأول واجب والثاني كارثي».
- "الفنانون العظماء هم أشخاص يجدون الطريق ليكونوا أنفسهم من خلال فنهم. وأي قدر من الطموح يُحرّك القدرة المتوسطة في الفن وكذلك في الحياة.
- "إن الحياة خارج المسرح أحيانًا تكون مقدارًا ضخمًا من الأمور غير المتوقعة في عالم من غير رقصات.
- العبقرية هي كلمة أخرى للسحر، والسحر هو أنه يتعذر تفسير شيء."

## وصلات خارجية
- http://fonteynacademy.org/sections/ نسخة محفوظة 5 أكتوبر 2012 على موقع واي باك مشين.
- Brief bio at Ballet.co.uk
- The Ballerina Gallery - Margot Fonteyn
- Margot Fonteyn at PeoplePlay UK
- Brief bio at Surrey Choicenet نسخة محفوظة 27 يوليو 2006 على موقع واي باك مشين.
- Brief bio at "My Hero" project
- Memories of Margo نسخة محفوظة 11 مارس 2016 على موقع واي باك مشين.
- The Margot Fonteyn Academy of Ballet نسخة محفوظة 5 أكتوبر 2012 على موقع واي باك مشين.
- مارجوت فونتين على موقع IMDb (الإنجليزية)
- مارجوت فونتين على موقع الموسوعة البريطانية (الإنجليزية)
- مارجوت فونتين على موقع مونزينجر (الألمانية)
- مارجوت فونتين على موقع قاعدة بيانات برودواي على الإنترنت (الإنجليزية)
- مارجوت فونتين على موقع إن إن دي بي (الإنجليزية)
- مارجوت فونتين على موقع ديسكوغز (الإنجليزية)
- مارجوت فونتين على موقع قاعدة بيانات الفيلم (الإنجليزية)